# Euphausia mutica
Euphausia mutica är en kräftdjursart som beskrevs av Hansen 1905. Euphausia mutica ingår i släktet Euphausia och familjen lysräkor. Inga underarter finns listade i Catalogue of Life.